# Þórsmörk

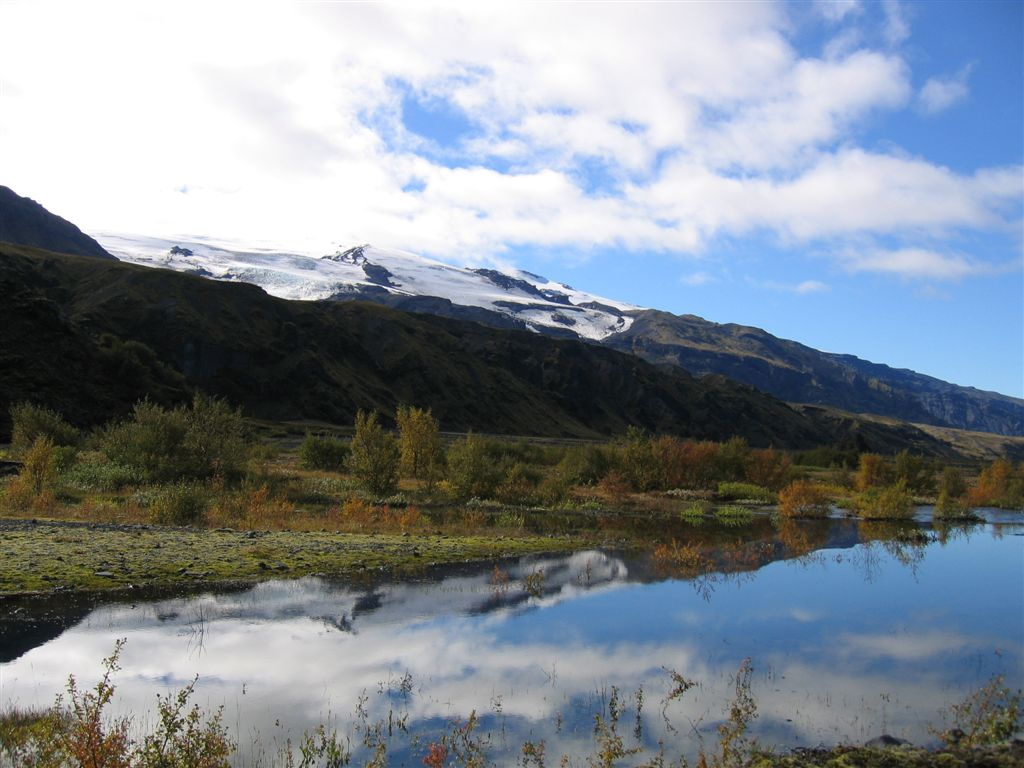
Þórsmörk na podzim

Kaňon Stakkholtsgjá

Údolí Þórsmörk (také Thórsmörk, česky Thorův les) leží na jihu Islandu. Bylo pojmenováno po norském bohovi Thorovi.
Þórsmörk je obklopen třemi ledovci, Mýrdalsjökullem na jihovýchodě, Eyjafjallajökullem na jihozápadě a Tindfjallajökullem na severu.
Díky sevřeným horám, na nichž tyto ledovce leží, je v údolí mnohem teplejší klima než v jiných oblastech jihu Islandu.
V údolí roste mnoho mechů a kapradin, březové háje střídají drobné keře.
Protéká tudy ledovcová řeka Krossá. Překročení jejího toku bývá nebezpečné, proto zde byl pro chodce vybudován most, i tak se ale musí část řeky brodit, jelikož most nevede až na druhý břeh. V srpnu 2009 se kvůli dlouhodobému dešti Krossá rozvodnila do té míry, že uvěznila několik turistů v údolí.
Museli tři dny čekat v místním kempu, než bude brod přes Krossá znovu průjezdný.

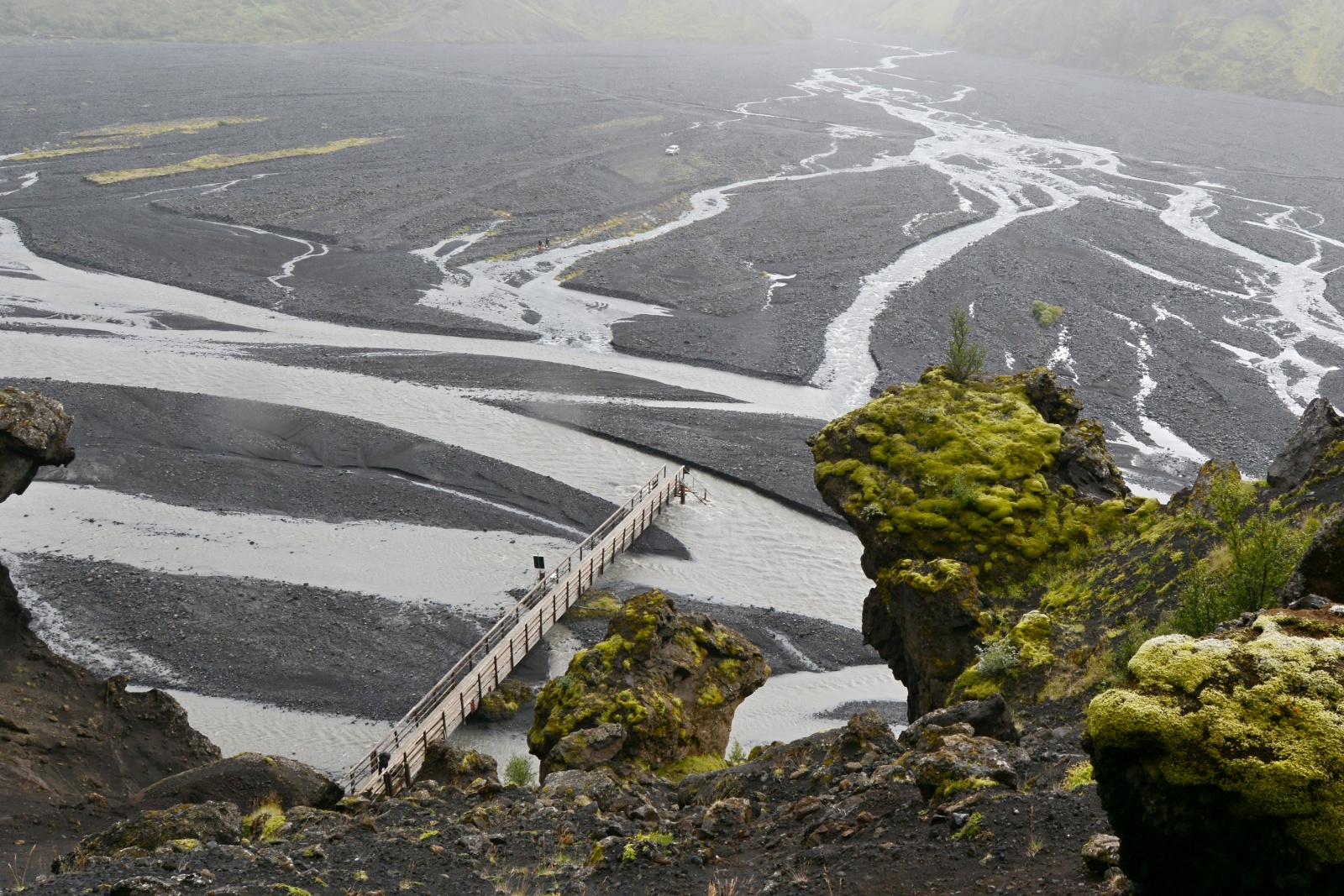
Most pro pěší přes řeku Krossa. Je na mapě, ale není přes celou šíři řeky.

Asi 5 km proti proudu řeky se (v roce 2013, 63°40'33.17"N, 19°28'9.35"W) nachází most pro pěší, který umožňuje překročit řeku bez brodění. Na mapách není uveden a navíc z cesty není moc vidět, protože je schovaný za březovými keři.

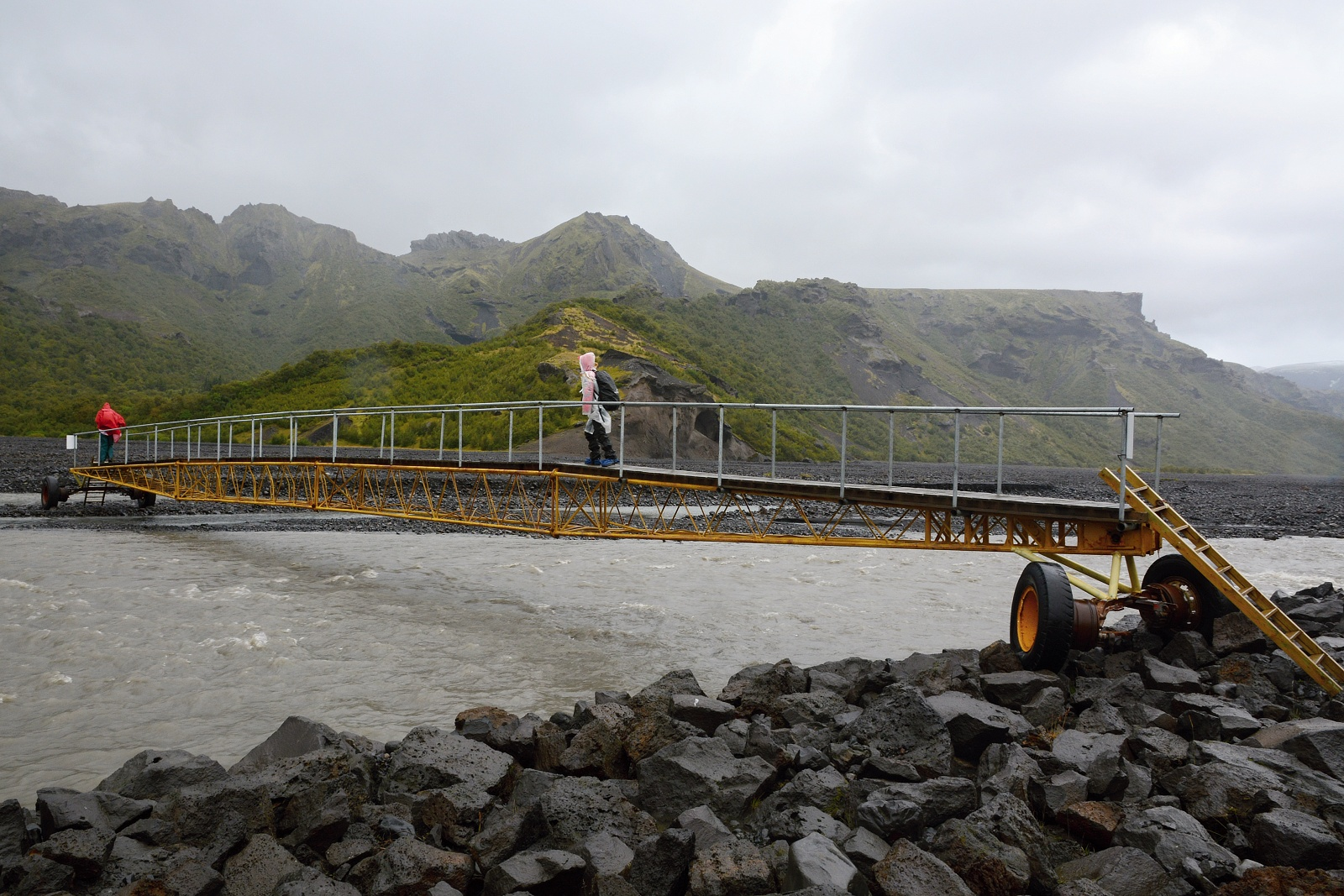
Most pro pěší přes řeku Krossa. Není na mapě.

Þórsmörk je velmi populární mezi turisty. Nabízí spousty rozličných cest, od šplhání po ledovcích, přes dlouhé pěší túry (např. Laugavegur do Landmannalaugaru) po krátké výlety (kaňon Stakkholtsgjá s vodopádem či pět krátkých tras vedoucích na okolní vrcholky, z nichž bývá překrásný výhled i za špatného počasí).
Denně sem jezdí autobusy z Reykjavíku i jiných měst.